# Каракечді
Каракечді (азерб. Qarakeçdi) — село у Лачинському районі Азербайджану. Село розміщене за 45 км на північ від районного центру, міста Лачина.
З 1992 по 2020 рік було під Збройні сили Вірменії окупацією і називалось Єзнаґомер (вірм. Եզնագոմեր), входячи в Кашатазький район невизнаний Нагірно-Карабаська Республіка. 1 грудня 2020 в ході Другої карабаської війни села було звільнено Збройні сили Азербайджану (вірмени трактують це як окупацію).